# Mongofra

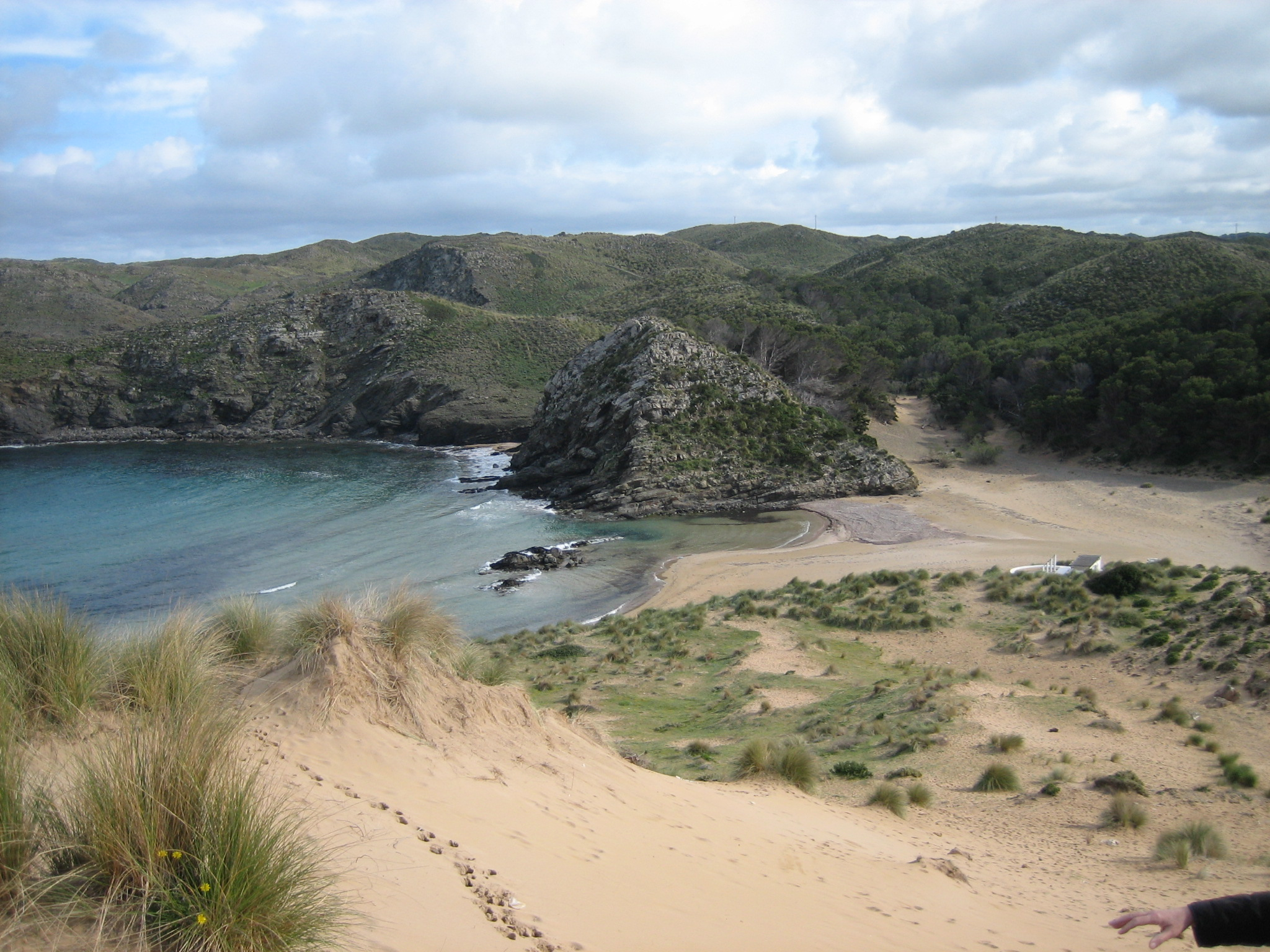
Vista de la platja de Mongofra.

Mongofra és una platja de la costa nord-est del municipi de Maó (Menorca). Es troba a la costa marítima del lloc de Mongofra Nou, seu de la Fundació Rubió i Tudurí - Andròmaco. És una platja verge i el seu accés és exclusivament marítim o per a vianants.